# Irkinějeva
Irkinějeva (rusky Иркинеева) je řeka v Krasnojarském kraji v Rusku. Je dlouhá 363 km. Plocha povodí měří 13 600 km². Nazývá se také Irkanějeva (rusky Ирканеева).

## Průběh toku
Pramení na Středosibiřské vysočině a protéká skrze ní, přičemž překonává několik říčních prahů. Ústí zprava do Angary (povodí Jeniseje).

## Vodní režim
Zdrojem vody jsou sněhové a dešťové srážky. Průměrný roční průtok vody u vesnice Bedoba ve vzdálenosti 82 km od ústí činí 47,1 m³/s. Zamrzá v listopadu a rozmrzá na začátku května.

## Využití
Řeka i její levý přítok Kungus jsou splavné.